# Мираш
Мира́ш (перс. میراش‎) — село на севере Ирана, в остане Альборз. Входит в состав шахрестана Талекан. Является частью дехестана (сельского округа) Миан-Талекан бахша Меркези.

## География
Село находится в северо-западной части Альборза, в горной местности южного Эльбурса, на расстоянии приблизительно 38 километров к северо-западу от Кереджа, административного центра провинции. Абсолютная высота — 2044 метра над уровнем моря.

## Население
По данным переписи 2006 года население села составляло 572 человека (280 мужчин и 292 женщины). В Мираше насчитывалось 216 семей. Уровень грамотности населения составлял 88,46 %. Уровень грамотности среди мужчин составлял 91,07 %, среди женщин — 85,96 %.